# Pseudodromia
Pseudodromia is een geslacht van kreeftachtigen uit de klasse van de Malacostraca (hogere kreeftachtigen).

## Soorten
- Pseudodromia cacuminis Kensley, 1980
- Pseudodromia caphyraeformis (Richters, 1880)
- Pseudodromia latens Stimpson, 1858
- Pseudodromia rotunda (MacLeay, 1838)
- Pseudodromia trepida Kensley, 1978